# 이타카정
이타카정(飯高町)은 일본 미에현 이난군에 설치되었던 정이다. 현재의 마쓰사카시의 일부에 해당한다.